# 前 (歌曲)
《前》是香港特別行政區政府官方為「香港特別行政區成立二十五周年紀念」官方活動指定的獻禮歌曲，由多位香港歌手參與錄製，該歌曲於2022年5月31日在網上首播。張家誠作曲，陳少琪作詞，歌曲統籌為陳少琪、張家誠。

## 製作團隊
- 作曲：張家誠
- 填詞：陳少琪（十周年紀念官方主題曲《始終有你》同為陳少琪作詞[3]）
- 編曲：張家誠
- 監製：張家誠、陳少琪

## 演唱歌手
演唱歌手包括伍珂玥、江海迦、呂方、李克勤、李幸倪、吳若希、炎明熹、林峯、林曉峰、胡鴻鈞、容祖兒、草蜢、張、梁漢文、陳慧嫻、張學友、張靚穎、曾比特、菊梓喬、楊千嬅、雷有輝、劉德華、衛蘭、蕭凱恩、鍾鎮濤和譚詠麟。
此歌是李克勤第四次參與演唱香港回歸紀念活動主題曲，他亦是唯一一個歌手參與過二十五周年為止全部回歸紀念活動主題曲。此歌亦是首次有中國內地歌手參與回歸紀念活動主題曲，包括張杰、張靚穎、伍珂玥。

## 獎項及提名
2022年10月，《前》成為第十六屆精神文明建設「五個一工程」歌曲類11首入選作品之一。
2024年，《前》成為第十五屆華語金曲獎年度最佳粤语歌曲。

## 外部連結
- 慶祝香港特別行政區成立二十五周年紀念-主页 （页面存档备份，存于）
- YouTube上的香港特別行政區成立廿五周年主題曲「前」